# Низшая мифология Европы

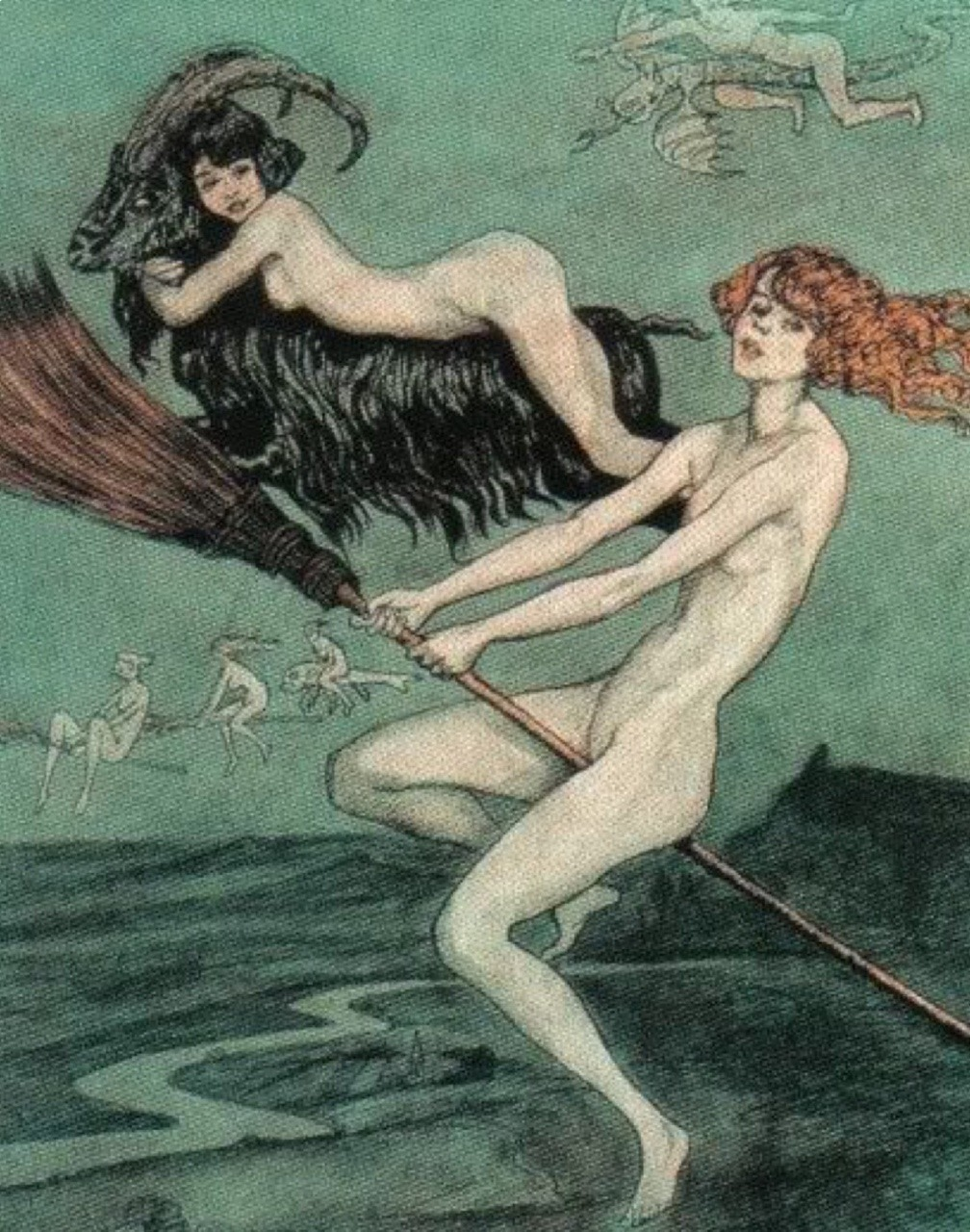
Полёт ведьм, Отто Гётце, между 1900 и 1920

Низшая мифология Европы — сфера европейских мифологических представлений, относящихся к демонам, духам и другим персонажам, которые не имеют божественного статуса. К персонажам низшей мифологии Европы принадлежат такие существа, как вампиры, оборотни, ведьмы, гномы, морские девы, инкубы, суккубы, феи, Ламия, мара, ундины и др., происходящие из разных традиций (античной, германской, славянской и др.), но вошедшие в общемировой фольклор. Одним из ритуалов низшей мифологии народов Европы является карнавал, антропоморфное воплощение календарного праздника проводов зимы, отмечаемого накануне Великого поста.

## Возникновение
В народных верованиях дольше сохранялась низшая мифология, характеризуемая как более грубая и непосредственная, но наиболее устойчивая. Включает представления о духах природы (лесных, горных, речных, морских),  духах, которые связаны с земледелием, плодородием земли, растительностью. В фольклоре и поверьях народов Европы сохранилась именно низшая мифология, в то время как высшая мифология, представления о великих богах в культурах древних кельтов, германцев и славян и других народов Европы, почти полностью исчезла и лишь частично соединилась с образами христианских святых.
В сфере ритуала существа низшей мифологии связаны с комплексом суеверий, колдовских и магических обычаев и обрядов, божества — с общеплеменным или общегосударственным культом. M. M. Бахтин называл народную карнавальную традицию, в которой используются образы народной мифологии, неофициальной, в отличие от официального культа богов. В. В. Иванов назвал тем же термином саму народную мифологию.
В древних мифологиях верховным божествам присущ каннибализм (культ Зевса Ликейского, человеческие жертвоприношения Дионису, древнекельтские, полинезийские культы и др.). В процессе распространения запрета на каннибализм он всё больше связывается с низшим миром чудовищ-людоедов, великанов, ведьм и др.

## Персонажи
Существа низшей мифологии чаще всего являются персонажами наиболее популярных фольклорных жанров: сказок, быличек и др.
В низшей мифологии и народных поверьях народов Европы ведьмами (ст.‑слав. вѣдьма, от ст.‑слав. вѣдати — «знать, ведать»; также вештица, волшебница, колдунья, чаровница) назывались женщины, которые вступили в союз с дьяволом или другой нечистой силой с целью обретения сверхъестественных способностей. Христианские представления о женщине как сосуде соблазна и греха способствовали широкому распространению веры в ведьм в Средние века. К числу ведьм относили также сторонников язычества; на представления о них оказали влияние воспоминания о языческих жрецах и, предположительно, богах, образы которых были снижены до уровня нечистой силы). В рамках охоты на ведьм XV—XVII веков была создана целая юриспруденция, первым кодексом которой стал «Молот ведьм» (1487). Ведовство, а также неверие в ведьм, объявлялось ересью, особым преступлением, которое требовало применения пыток и смертной казни.
Вампир (ст.‑слав. вѫпырь, пол. wąpierz), или упы́рь, вурдала́к представлялся как живой, полумертвец либо мертвец, по ночам встающий из могилы или являющийся в облике летучей мыши, ведущий ночной образ жизни, сосущий кровь у людей, насылающий кошмары. Считается, что вампирами становились «нечистые» покойники — преступники, самоубийцы, умершие преждевременной смертью или заражённые от укусов других вампиров. Считалось, что их тела не разлагались в могилах, и прекратить их злодеяния можно было, вбив в тело Вампира осиновый кол, обезглавив его и т. п. Оберегами против Вампира служили также чеснок, железо, колокольный звон и др. В славянской мифологии — упырь. 
Исследователи сходятся на том, что слова́ вампир и упырь — общего происхождения, но уже с праформой налицо неясности (*ǫpirъ? *ǫpyrъ? *ǫpěrь?). Начальный носовой звук, как считается, в большинстве славянских языков дал [u] (откуда рус. упырь, укр. упир, бел. вупыр, чеш. upír; из зап.-слав. языков — ст.-польск. upir и совр. пол. upiór), а в некоторых сохранился, получив дополнительно протетическое [в] (ст.-болг. въпиръ, ст.-польск. wąpierz). Из южнославянских языков (сербохорв. вампир / vampir) (возможно через венг. vampir) через нем. vampir (где появилось в 1732 году) слово заимствовано в западноевропейские языки (фр. vampire, англ. vampire). В начале XX века вторично заимствованы современные западно- и восточнославянские формы рус. вампир, пол. wampir и т. п. из популярного англоязычного романа «Дракула» 1897 года. Английское слово vampire заимствовано (возможно, через фр. vampire) из нем. Vampir, которое в свою очередь было заимствовано в начале XVIII века из серб. вампир, или, согласно некоторым источникам, из венг. vámpír. Сербские и венгерские формы имеют параллели в фактически всех славянских языках. Болгарское вампир, вапир пол. wąpierz и (возможно появившееся под восточно-славянским влиянием) upior, чеш. upír, рус. упырь, бел. упір, укр. упирь, от ст.‑слав. упирь.
В европейском фольклоре наиболее характерным образом оборотня является человек-волк вервольф (ликантроп). Вервольф (нем. Werwolf, «человек-волк») первоначально является персонажем германской низшей мифологии. Представлялся как человек-оборотень, который становился волком и по ночам нападал на людей и скот. Согласно народным поверьям, ночью он облачался в волчью шкуру, а днём снимал её. В христианских представлениях стал рассматриваться как слуга дьявола, предводитель стай. В славянской мифологии волк-оборотень известен как волколак, в литовской как вилктак.
В описаниях различных мифологических традиций часто используется понятие демон, заимствованное из греческой и европейской мифологий. Этим словом условно называются сверхъестественные персонажи, занимающие в иерархии низшее место по сравнению с богами или находящиеся на низших уровнях мифологической системы. В более узком и точном смысле демонами именуются злые духи.
В Европе кошка устойчиво ассоциировалась с силами зла, в частности, рассматривалась как атрибут похоти или как символ посрамлённого Сатаны в сценах Благовещения.